# أوليفر! (فلم)
أوليفر (بالإنجليزية: Oliver!)، هو فيلم موسيقي درامي بريطاني أنتج عام 1968 وأخرجه كارول ريد، اقتبس عن مسرحية موسيقية تحمل نفس الاسم، أما كاتب السيناريو فكان فيرنون هاريس
الفيلم والمسرحية كلاهما مقتبسان عن رواية أوليفر تويست للأديب الإنجليزي تشارلز ديكنز. كما تضمن الفيلم عدداً من المقطوعات الموسيقية المعروفة.
تم تصوير الفيلم في استديوهات شيبرتون في سري، وكان الفيلم من إنتاج روميولوس فيلمز ووزعته عالمياً شركة كولومبيا بيكتشرز.

## بطولة
- أوليفر ريد بدور بيل سايكس
- مارك ليستر بدور أوليفر تويست
- رون مودي بدور فاغين
- هوق غريفيث بدور ماغرستراتي

## ترشيحات وجوائز
| السنة | الحدث      | الفئة               | النتيجة |
| ----- | ---------- | ------------------- | ------- |
| 1968  | أوسكار     | أفضل موسيقى تصويرية | فوز     |
| 1968  | أوسكار     | أفضل مخرج           | فوز     |
|       | جولدن جلوب | أفضل فيلم موسيقي    | فور     |

في حفل توزيع جوائز الأوسكار الحادي والأربعون عام 1968، رُشّح فيلم أوليفر لأحد عشر جائزة أوسكار، وفاز بستة منها، بما في ذلك جائزة الأوسكار لأفضل مخرج وجائزة الأوسكار لأفضل فيلم لكارول ريد.
في جوائز جولدن جلوب الـ 26، فاز الفيلم بجائزة غولدن غلوب لأفضل فيلم - موسيقي أو كوميدي، وجائزة غولدن غلوب لأفضل ممثل - فيلم موسيقي أو كوميدي لرون مودي.

## الميزانية والإيرادات
بلغت تكلفة إنتاج الفيلم حوالي 10 ملايين دولار بينما حقق أرباحا تقدر بـ 77,402,877 دولار.

## وصلات خارجية
- مقالات تستعمل روابط فنية بلا صلة مع ويكي بيانات